# مايكل روفين
مايكل روفين (بالإنجليزية: Michael Ruffin)‏ مواليد 21 يناير 1977 في دنفر، هو لاعب كرة سلة أمريكي سابق بدأ مسيرته الاحترافية في سنة 1999 حيث تم اختياره من قبل فريق شيكاغو بولز خلال الدرافت وحمل الرقم 51. يبلغ طوله 6 قدم 8 بوصة (2.0 م). اعتزل اللعب في 2011.

## فرق لعب لها
- شيكاغو بولز
- فيلادلفيا سفنتي سيكسرز
- يوتاه جاز
- واشنطن ويزاردز
- ميلووكي باكز
- بورتلاند ترايل بلايزرز
- أوبرادويرو لكرة السلة

## إحصائيات المسيرة

### الموسم الاعتيادي
| السنة   | الفريق                 | لعب | بدأ | دقيقة | ميداني% | ثلاثية | حرة   | ارتداد | صنع | استلاب | تصدي | نقطة |
| ------- | ---------------------- | --- | --- | ----- | ------- | ------ | ----- | ------ | --- | ------ | ---- | ---- |
| 1999–00 | شيكاغو بولز            | 71  | 6   | 13.7  | .420    | .000   | .489  | 3.5    | .6  | .4     | .4   | 2.2  |
| 2000–01 | شيكاغو بولز            | 45  | 16  | 19.5  | .444    | .000   | .506  | 5.8    | .9  | .7     | .8   | 2.6  |
| 2001–02 | فيلادلفيا سفنتي سيكسرز | 15  | 0   | 11.3  | .269    | .000   | .250  | 3.4    | .3  | .3     | .5   | 1.1  |
| 2003–04 | يوتاه جاز              | 41  | 23  | 17.9  | .325    | .000   | .421  | 5.0    | 1.0 | .5     | .5   | 2.2  |
| 2004–05 | واشنطن ويزاردز         | 79  | 7   | 16.0  | .414    | .000   | .433  | 4.2    | .8  | .5     | .5   | 1.4  |
| 2005–06 | واشنطن ويزاردز         | 76  | 4   | 13.3  | .442    | .000   | .500  | 3.6    | .4  | .4     | .4   | 1.4  |
| 2006–07 | واشنطن ويزاردز         | 30  | 0   | 9.0   | .278    | .000   | .368  | 2.1    | .2  | .2     | .3   | .6   |
| 2007–08 | ميلووكي باكز           | 46  | 2   | 13.7  | .532    | .000   | .397  | 4.0    | .5  | .7     | .4   | 2.0  |
| 2008–09 | بورتلاند ترايل بلايزرز | 11  | 0   | 3.2   | .286    | .000   | 1.000 | 1.0    | .0  | .3     | .1   | .5   |
| المسيرة |                        | 414 | 58  | 14.4  | .407    | .000   | .459  | 3.9    | .6  | .5     | .5   | 1.7  |

### التصفيات
| السنة   | الفريق                 | لعب | بدأ | دقيقة | ميداني% | ثلاثية | حرة  | ارتداد | صنع | استلاب | تصدي | نقطة |
| ------- | ---------------------- | --- | --- | ----- | ------- | ------ | ---- | ------ | --- | ------ | ---- | ---- |
| 2005    | واشنطن ويزاردز         | 9   | 0   | 17.3  | .700    | .000   | .563 | 4.1    | 1.0 | .3     | .3   | 2.6  |
| 2006    | واشنطن ويزاردز         | 6   | 0   | 11.7  | .500    | .000   | .000 | 2.7    | .7  | .2     | .3   | .3   |
| 2007    | واشنطن ويزاردز         | 4   | 0   | 7.0   | .333    | .000   | .000 | 2.3    | .0  | .8     | .0   | .5   |
| 2009    | بورتلاند ترايل بلايزرز | 1   | 0   | 5.0   | .000    | .000   | .500 | 5.0    | .0  | .0     | .0   | 1.0  |
| المسيرة |                        | 20  | 0   | 13.0  | .563    | .000   | .500 | 3.4    | .7  | .4     | .3   | 1.4  |

## روابط خارجية
- مايكل روفين على موقع إن بي أي (الإنجليزية)
- مايكل روفين على موقع سبورتس رفرنس (الإنجليزية)
- مايكل روفين على موقع الدوري الإسباني لكرة السلة (الإسبانية)
- مايكل روفين على موقع كرة السلة الأوروبية.كوم (الإنجليزية)
- مايكل روفين على موقع كلية كرة السلة في سبورتس رفرنس.كوم (الإنجليزية)
- مايكل روفين على موقع ريلجم (الإنجليزية)
- مايكل روفين على موقع بروبوليرز (الإنجليزية)
- مايكل روفين على موقع سبورتس رفرنس (الإنجليزية)
- مايكل روفين على موقع سبورتس رفرنس (الإنجليزية)